# Malaxis hintonii
Malaxis hintonii är en orkidéart som beskrevs av Todzia. Malaxis hintonii ingår i släktet knottblomstersläktet, och familjen orkidéer. Inga underarter finns listade i Catalogue of Life.